# Bushoong
Bushoong är ett bantuspråk som talas i provinsen Kasaï-Oriental i Demokratiska republiken Kongo. Det är huvudspråket i Kungariket Kuba.